# Distretto di Arida
Il distretto di Arida (有田郡, Arida-gun?) è uno dei distretti della prefettura di Wakayama, in Giappone. Attualmente fanno parte del distretto i comuni di Aridagawa, Hirogawa e Yuasa.
Il distretto è noto per i suoi miyagawa (detti anche mikan), varietà di mandaranci senza semi, particolarmente dolci e saporiti che vengono coltivati ad Arida dal XVI secolo. La locale coltivazione copriva nel 2018 il 10% della produzione di arance e mandarini dell'intero Giappone.